# 雲巌寺
雲巌寺（うんがんじ）は、日本の北関東、栃木県大田原市雲岩寺山号は東山（とうざん）。本尊は釈迦牟尼仏（銅造釈迦如来坐像）。開山は高峰顕日（仏国国師）、開基（創立者）は叟元和尚（寺伝）。
禅宗寺院としての開山当時は、筑前の聖福寺（現・福岡県福岡市博多区に所在）、越前の永平寺（現・福井県吉田郡永平寺町に所在）、紀州の興国寺（現・和歌山県日高郡由良町に所在）とともに、日本の禅宗四大道場と呼ばれた。現在は令和7年5月20日付で臨済宗妙心寺派より単立した事によって専門道場としての資格を喪失している。

## 歴史
雲巌寺は、平安時代後期の大治年間（1126年-1131年間）に初叟元（しょ そうげん）和尚によって那須12郷の一つである山田郷須佐木村の奥の霊気漂う理想的な場所に旧仏教系寺院として開山されたという。しかし寺は何時しか荒廃してしまった。
復興させたのは高峰顕日（仏国国師）で、弘安6年（1283年）、時の執権・北条時宗を大檀那とし、高梨勝願法印の寄進のもと、臨済宗寺院として改めて開山したといわれる。
無住妙徳禅師が住職となった天正6年（1578年）、雲巌寺は臨済宗妙心寺派へ改宗された。天正18年（1590年）の豊臣秀吉による小田原征伐では、烏山城の那須資晴が恭順せず、城攻めの際には付近の住民が雲巌寺に逃げ込む。豊臣方は、北条氏を大檀那とするこの寺を軍事要塞と見なし、火を放ったというが、数年後には再建されている。
当寺は俳人・松尾芭蕉が奥の細道紀行で立ち寄ったことでも知られる。寺域には当時の住職であった仏頂禅師と芭蕉の歌碑があり、以下の2句が刻まれている。
この歌碑は、享和3年（1803年）に建てられたものを、1879年（明治12年）になって再建したものと謂われる。
弘化4年（1847年）にも火災で堂宇を失ったが、嘉永2年（1849年）に再建された。
1912年（大正元年）、築300年を超えた仏堂の改築工事が始まり、1922年（大正11年）に竣工した。
2010年代のJR東日本は、趣深い日本国内の旅を謳うシリーズCM「大人の休日倶楽部」を吉永小百合主演で打ってきたが、黒羽町にスポットを当てて雲巌寺を主題の一つとする新篇「栃木県：黒羽の芭蕉篇」が2018年（平成30年）3月から訴求され始めると、厳かな山寺の魅力が消費者に伝わったと見えて、当寺では観光客が急増した。本来的に山深い修行の場であって観光地ではない当寺と周辺地域は、観光客に対応する設備も基本的に無く、通信機器の電波状況も「圏外」であるが、観光客もおおかたはそのことを知ったうえでの来訪であり、大きな混乱は見られない。雲巌寺は、人が内なるものに心を置く道場であり、聖域の逍遥（散策）を楽しんでもらえるよう、静かな参拝を呼びかけている。
2025年(令和7年)5月20日付で 臨済宗妙心寺派は包括被包括の関係を廃止した住職を懲戒規程に基づき擯斥とした。これに伴い雲巌寺は同派専門道場から除外された。

## 境内
- 仏殿 - 本尊・釈迦牟尼仏（銅造釈迦如来坐像）を安置する。築300年以上で、1922年（大正11年）に改築[6]。
- 鐘楼
- 三仏堂　-　文六年間（1592年から1595年）に再建[6]。
- 薬師堂
- 平和観音
- 方丈 - 1849年（嘉永2年）に再建[6]。
- 庫裡 - 1849年（嘉永2年）に再建[6]。
- 山門 - 1759年（宝暦9年）に改修[6]。
- 勅使門
- 裏門
- 瓜瓞橋
- 独木橋
- 墓所
  - 仏国国師墓碑

高峰顕日墓は宮内庁管理のため墓前までしか参拝できない。
- - 仏応禅師墓碑
- 千丈岩

## 文化財
重要文化財（国指定）
- 絹本著色仏国国師像  1幅（絵画）[7]

1911年（明治44年）8月9日指定。。鎌倉時代・弘安7年（1284年）作。「弘安七年九月」の画賛あり。
- 絹本著色仏応禅師像  1幅（絵画）[8]

1911年（明治44年）8月9日指定。南北朝時代・正平18年/貞治2年（1363年）作。「貞冶癸卯法忻」の画賛あり。
- 木造無学祖元坐像  1躯（彫刻）[9]

2009年（平成21年）7月10日指定。鎌倉時代作。像高85.9cm。
- 木造高峰顕日坐像  1躯（彫刻）[10]

2009年（平成21年）7月10日指定。鎌倉時代作。像高82.5cm。
大田原市指定有形文化財
- 山門（指定名称：雲巌寺山門）[11]

指定年月日：1996年（平成8年）12月9日。種別：建築物。員数：1棟。時代区分：江戸時代。構造・形式：二層楼門、入母屋造、銅板葺。
大田原市指定天然記念物
- 雲巌寺の杉（指定名称：雲巌寺のスギ）[12]

指定年月日：1992年（平成4年）11月24日。所在地：雲巌寺境内。所有者：雲巌寺。員数：1本。樹高：39.6m、幹周：5.88m、枝張り：東6.0m、西12.9m、南13.8m、北9.8m。推定樹齢：500から550年。

## 画像

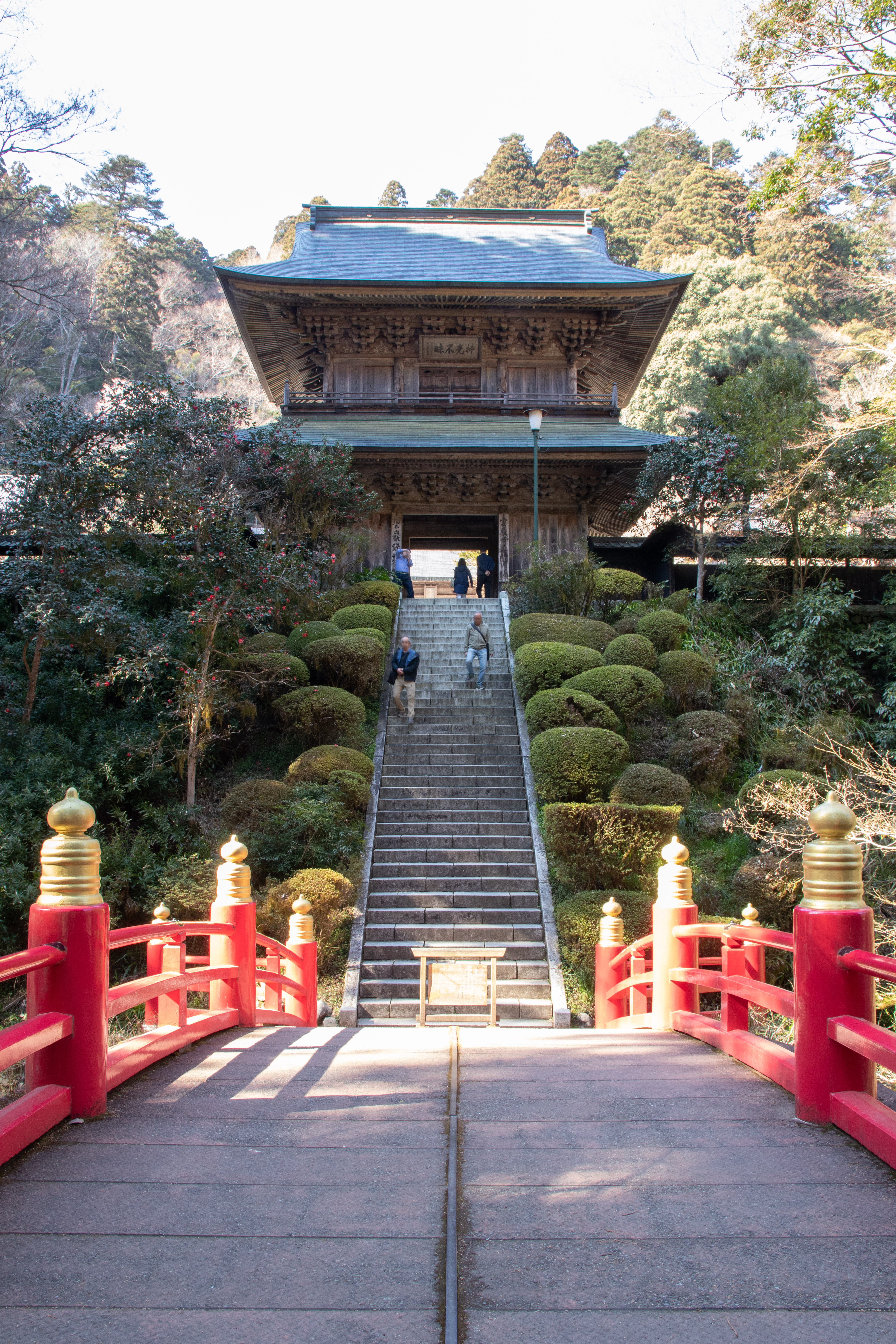
山門
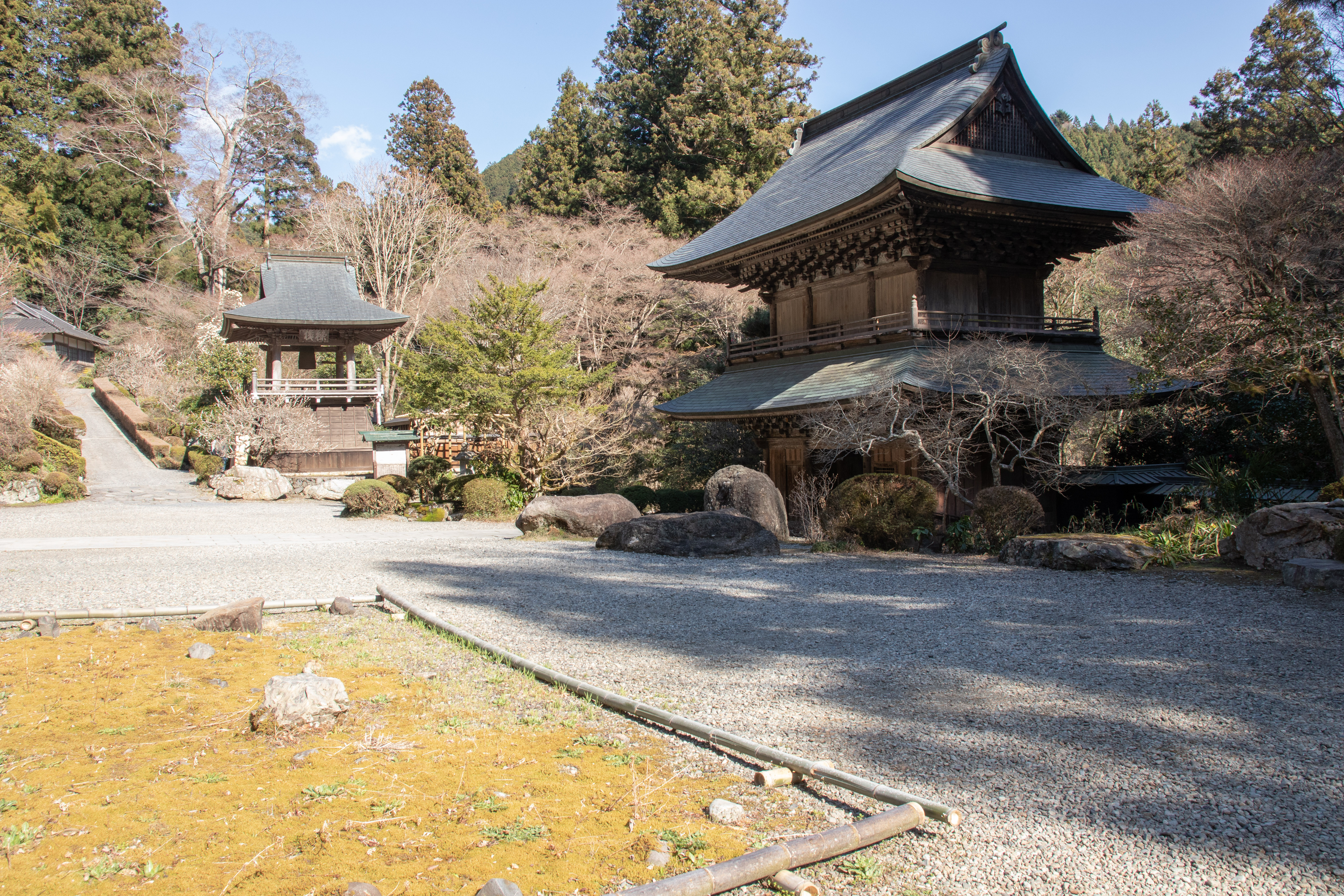
山門（右）と鐘楼（奥）
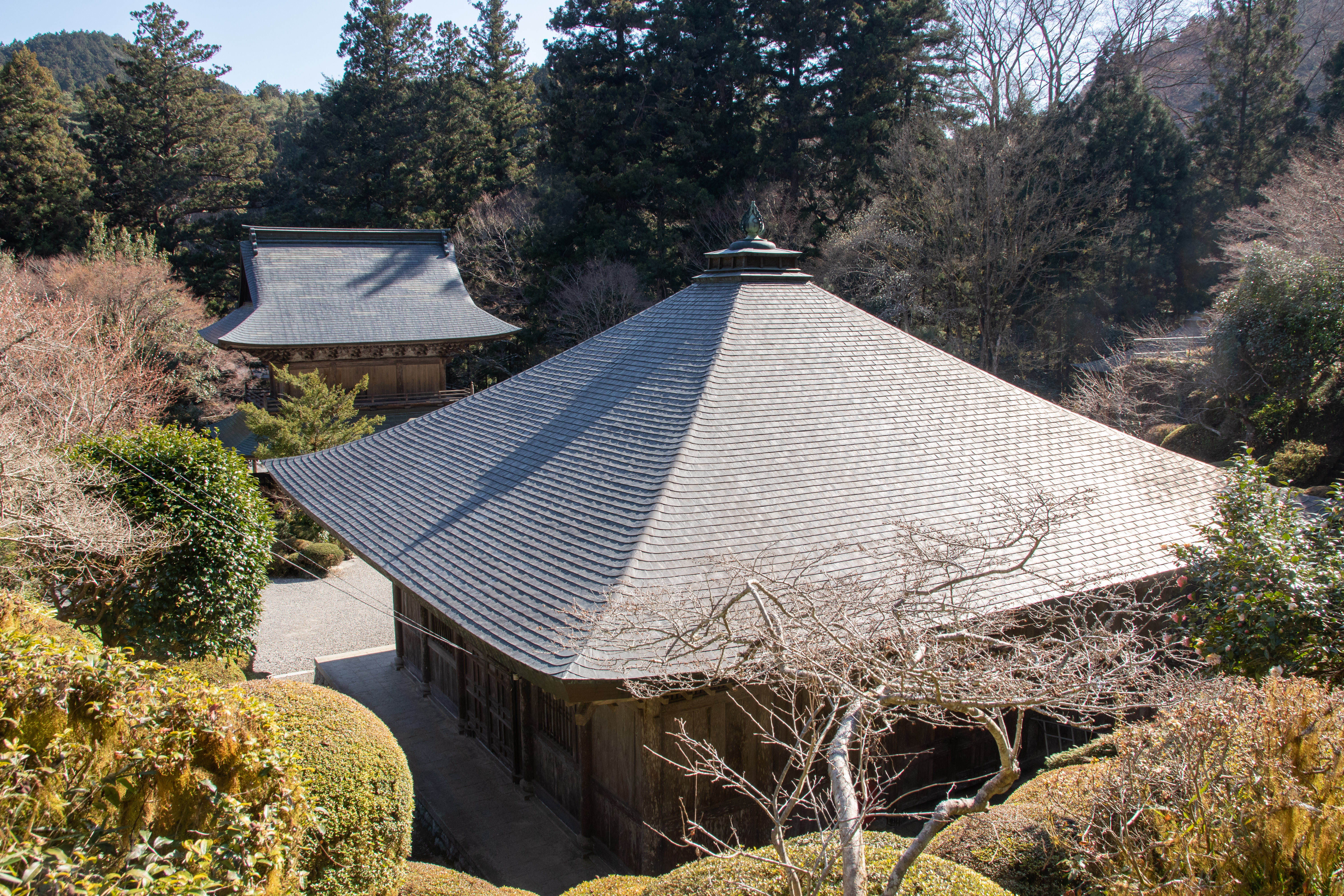
仏殿と山門
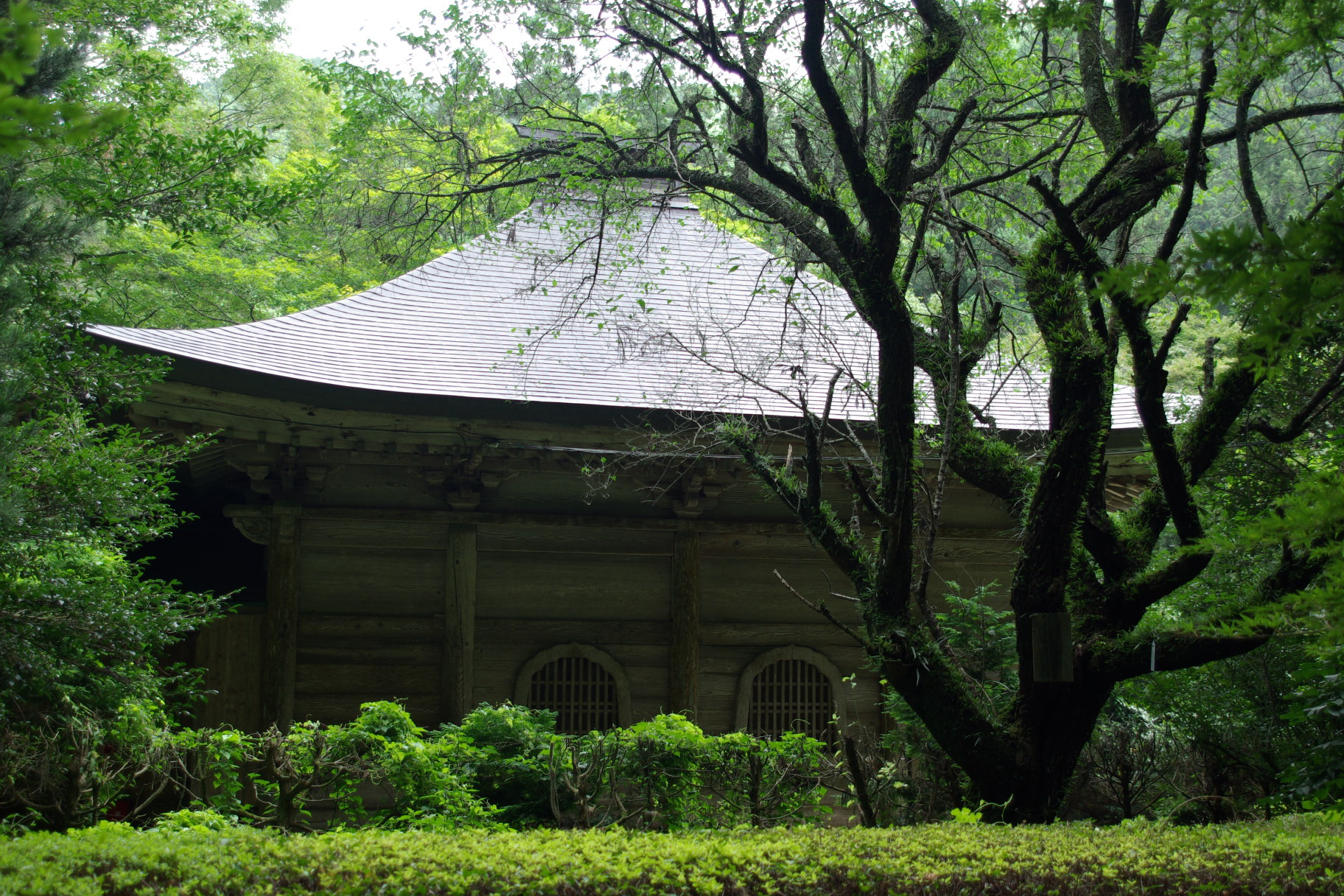
三仏堂

## 交通アクセス
バス
- JR那須塩原駅（新幹線停車）東口から　
  - 大田原市営バス 雲巌寺線に乗車およそ1時間 「雲巌寺前」下車
- JR西那須野駅（在来線のみ）東口から
  - 関東自動車バス 黒羽・福祉大・五峰の湯線に乗車45分 「黒羽・黒羽出張所」または「黒羽支所」で大田原市営バス雲巌寺線または須賀川線に乗り換え25分 「雲巌寺」下車
- JR常陸大子駅から
  - 大子営業所～森の前線で「森の前」下車、徒歩1時間47分

　車
- 東北自動車道矢板インターチェンジから
  - 国道4号、国道461号、栃木県道321号南方須佐木線にて約1時間。
- 東北自動車道西那須野塩原インターチェンジから
  - 国道400号、国道461号、栃木県道321号南方須佐木線にて約45分。

無料で自由拝観できるが、いわゆる観光寺院ではなく、修行道場であることに留意が必要である。